# Olsberg (Argovie)
Pour les articles homonymes, voir Olsberg.
Olsberg est une commune suisse du canton d'Argovie, située dans le district de Rheinfelden.

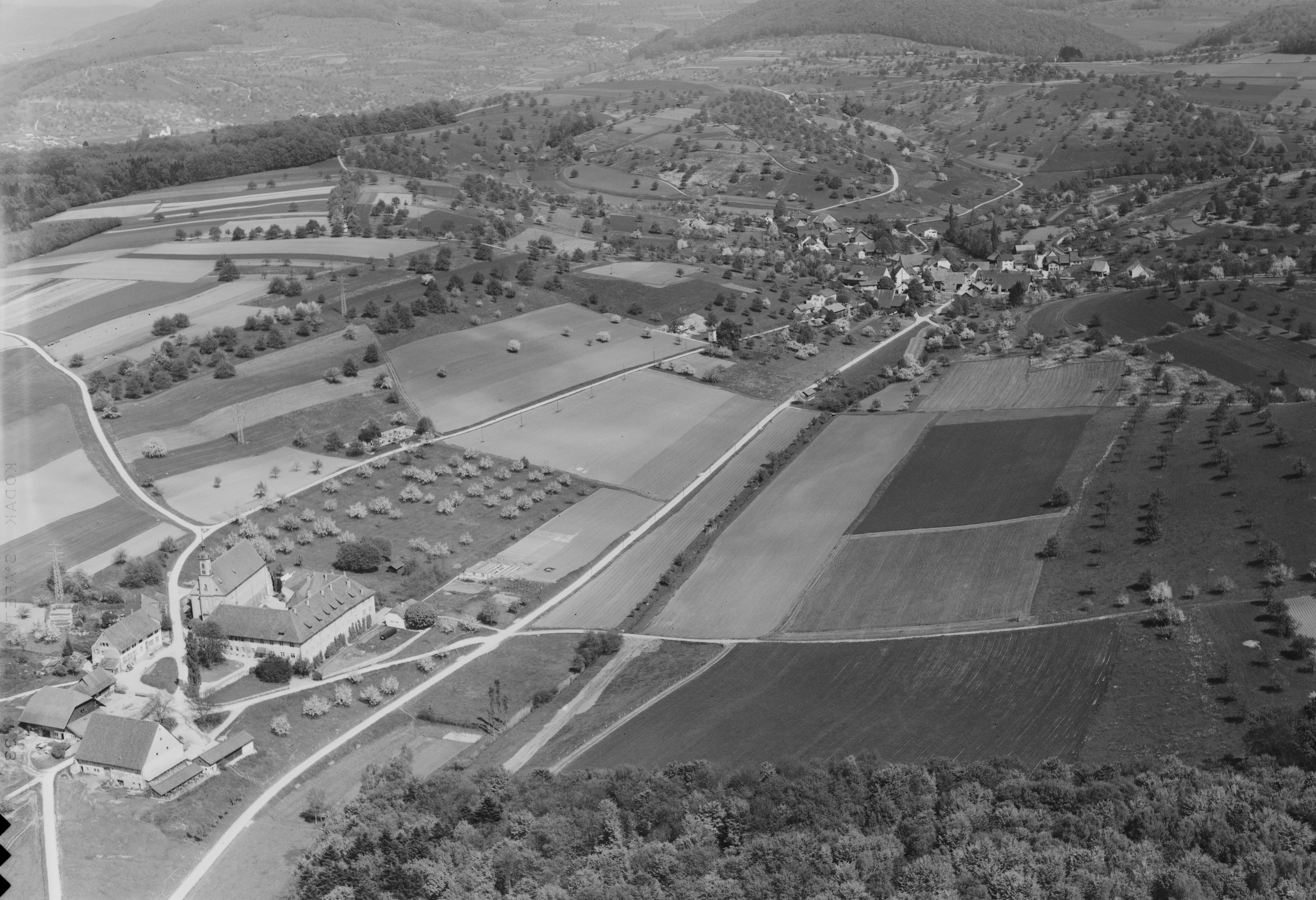
Photo aérienne (1965).